# Robert Devereux, Bá tước thứ 2 xứ Essex

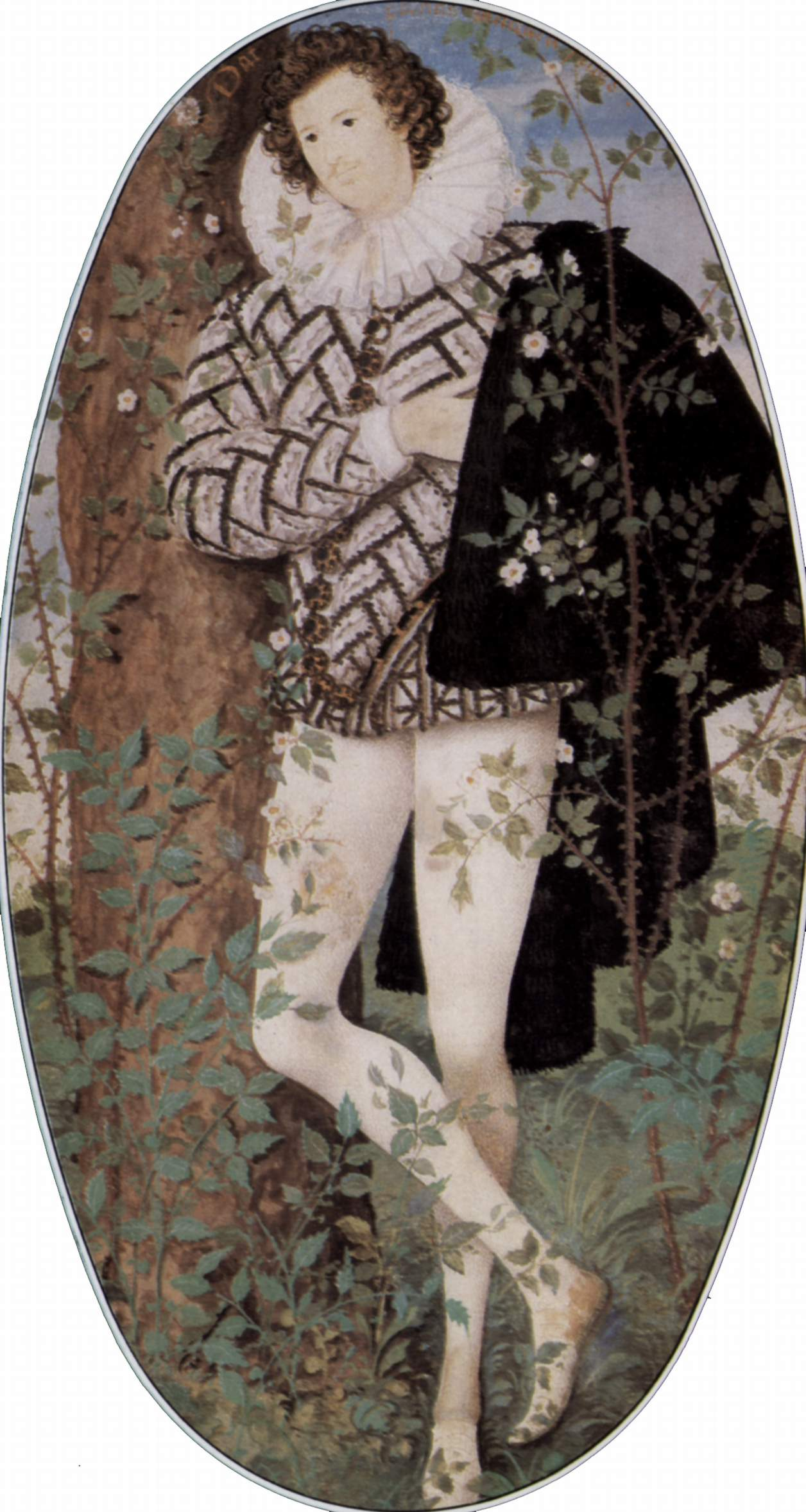
Bá tước Robert Devereux

Robert Devereux, Bá tước thứ 2 xứ Essex (sinh ngày 10 tháng 11 năm 1565  - mất ngày 25 tháng 2 năm 1601) là một nhà quý tộc người Anh và bồi thần sủng ái của Elizabeth I của Anh, là một nhà chính trị đầy tham vọng và thích can dự triều chính, ông bị quản thúc tại gia sau một chiến dịch ở Ái Nhĩ Lan trong cuộc chiến tranh chín năm vào năm 1599.
Vào năm 1601, ông đã lãnh đạo một cuộc đảo chính chống lại triều đình nhưng thất bại và đã bị xử tử vì tội phản quốc. Ông được cho là có một cuộc tình bí mật với Elizabeth I - người được coi là đồng trinh trong thời kỳ ông còn hầu hạ bà và chính mối tình cuồng nhiệt và phóng túng với Nữ vương rốt cuộc đã làm cho Bá tước xứ Essex này phải mất mạng.

## Cuộc đời và mối tình

### Vào cung
Robert Devereux chào đời vào năm 1567 tại vùng Netherwood gần Bromyard, ở Herefordshire, ông là con của một quan chức có nhiều công trạng. Vào năm Robert 17 tuổi thì được người cha dượng kiêm cha đỡ đầu là Bá tước Leicester giới thiệu vào Cung điện Hoàng gia ở Luân Đôn. Người ta cũng đồn đoán rằng Bá tước Leicester từng có mối quan hệ thầm kín với Nữ vương và sau khi ông qua đời năm 1588, Nữ vương Elizabeth mới tìm đến Robert Devereux.
Về ngoại hình Robert Devereux là một người đẹp trai, nhanh nhẹn và tỏ ra hoàn toàn thần phục trước Nữ vương, ông cũng có nét kiêu ngạo trẻ con, tuy vậy Robert Devereux tận hưởng sự sủng ái của Nữ vương và tận dụng triệt để thái độ cư xử thất thường của Elizabeth giữa sự ghen tuông, niềm đam mê và sự hào phóng.
Vào năm 1589, Robert Devereux mới 22 tuổi, trong khi Elizabeth đã 56 tuổi, họ bị đồn đoán rằng có một mối quan hệ thân mật.

### Kết hôn
Năm 1590, Bá tước Robert Devereux xứ Essex kết hôn với cô gái trẻ Frances Walsingham và Elizabeth I đã nổi cơn thịnh nộ khi nghe tin về đám cưới này. Robert Devereux đã lập tức xoa dịu bằng cách viết những bài thơ ca ngợi vẻ đẹp của Nữ vương.

## Thăng tiến
Từ năm 1591, Nữ vương Elizabeth I cất nhắc, đề bạt và đưa Robert Devereux tham gia việc triều chính. Đặc biệt, ông ta được nhận chức Tư lệnh một quân đoàn hỗ trợ cho Henri IV của Pháp.

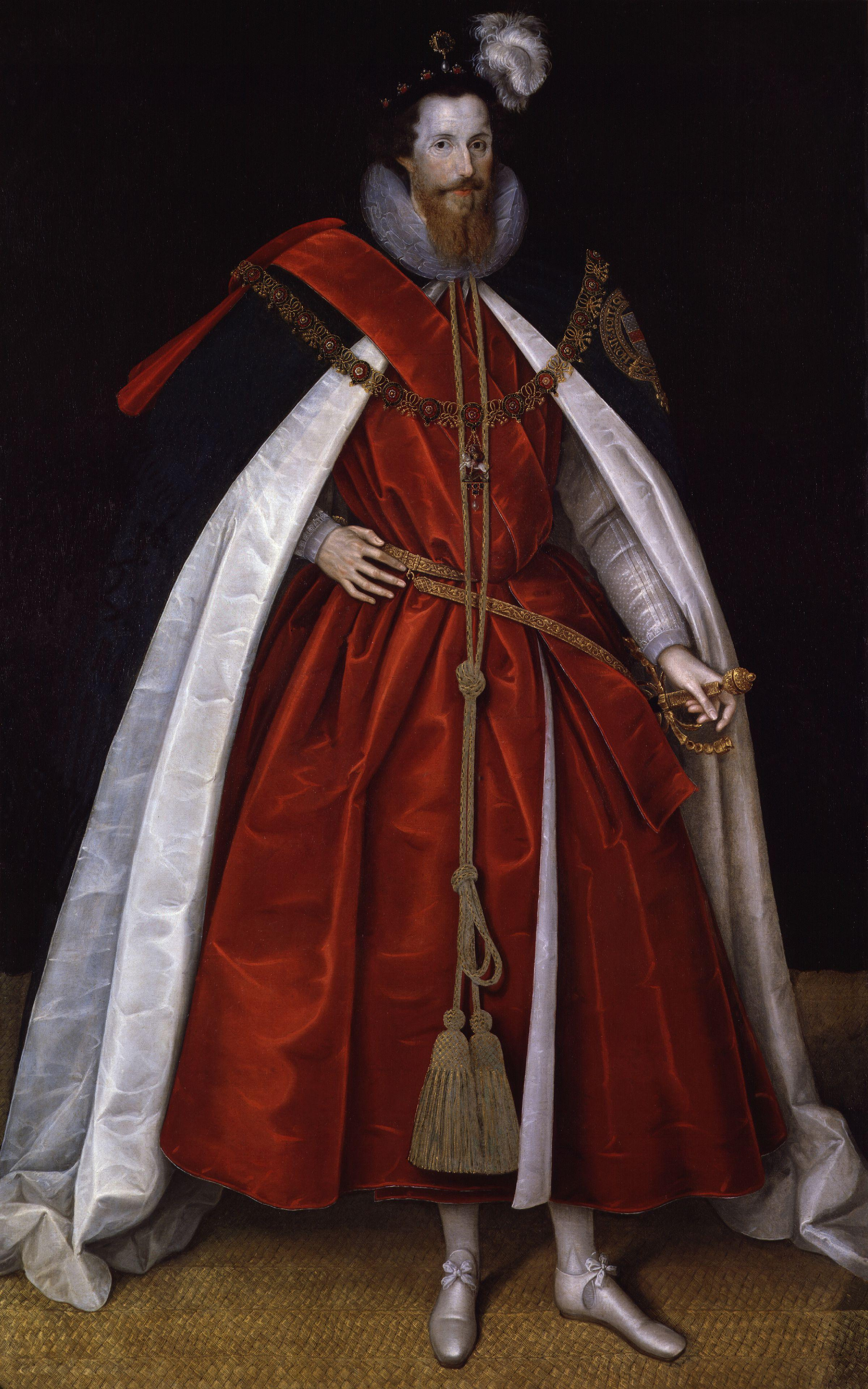
Đỉnh cao quyền lực

Năm 1593, Robert Devereux được bổ nhiệm trở thành uỷ viên Hội đồng cơ mật quốc gia và năm 1596, ông được trao một nhiệm vụ quân sự tấn công thành phố cảng Cadiz của Tây Ban Nha. Việc Elizabeth xen lẫn vấn đề cá nhân và vấn đề chính trị làm các cố vấn của bà rất bất bình.
Năm 1597, được phong làm Tư lệnh pháo binh, Robert Devereux một lần đã có cách xử sự một cách hống hách tới mức Nữ vương Elizabeth I đã bạt tai ông nhưng vẫn có đồn đoán rằng bà không thể rời bỏ sự quyến rũ của ông.

## Được cử dẹp loạn
Năm 1598, Nữ vương đã phong cho ông làm Phó vương Ái Nhĩ Lan và phái ông đi dẹp cuộc nổi dậy ở đó dưới sự lãnh đọa của Bá tước Tyrone. Tháng 3 năm 1599, Robert Devereux dẫn đầu 16.000 binh sĩ tới Ái Nhĩ Lan để trấn áp quân nổi dậy, tuy vậy với khả năng quân sự còn hạn chế đến mức quá kém cỏi nên quân đội Hoàng gia Anh đã phải gánh chịu thất bại liên tiếp trước lực lượng nổi dậy trang bị nghèo nàn và đến ngày 6 tháng 9 năm 1599, Robert Devereux đã phải ký kết ngừng bắn với Bá tước Tyrone, một điều được coi là thất bại nhục nhã đối với nước Anh.

## Bị mất chức
Ngày 28 tháng 9 năm 1599 Robert Devereux đã lao vào cung điện với đôi ủng đi ngựa bẩn thỉu đi qua phòng nghị triều và Viện cơ mật, xô đẩy những người phục vụ trong Cung để đi vào phòng ngủ của Nữ vương, ông đã có hành vi vô lễ với Nữ vương và Elizabeth đuổi Robert Devereux ra ngoài và tống giam. Robert Devereux bị đưa ra toà xét xử về những thất bại ở Ái Nhĩ Lan.
Ngày 3 tháng 6 năm 1600, Robert Devereux bị tước bỏ mọi chức vụ, nhưng được trả tự do, Robert Devereux đã lạm dụng sự khoan hồng của Nữ vương.

## Đảo chính và bị xử tử
Tháng 2 năm 1601, Robert Devereux đã tiến hành một kế hoạch chiếm tháp và toà lâu đài, đòi Nữ vương phong cho ông làm người bảo hộ nước Anh. Nhưng cuộc nổi loạn bất thành và Nữ vương Elizabeth đã không còn kiên nhẫn được nữa với người đàn ông phóng túng này.
Ngày 24 tháng 2 năm 1601, Tòa án đã kết án tử hình Robert Devereux vì tội phản quốc. Nữ vương Elizabeth ký bản án tử hình. Ngày 25 tháng 2 năm 1601, Robert Devereux đã bị xử trảm đầu ngay trước Cung điện.